# ادمون هويت
ادمون هويت (بالفرنسية: Edmond Huet)‏ هو مهندس فرنسي، ولد في 6 فبراير 1827، وتوفي في 12 نوفمبر 1906 في الدائرة السابعة في باريس في فرنسا.